# M&M's World
M&M's World es una megatienda que se especializa principalmente en los dulces M&M's Candy y en su merchandising. Su local más famoso es el que está localizado en el Strip de Las Vegas en Paradise, Nevada pero también disponen de tiendas en la Ciudad de Nueva York, Orlando, Londres, Reino Unido y China.

## Las Vegas, Nevada

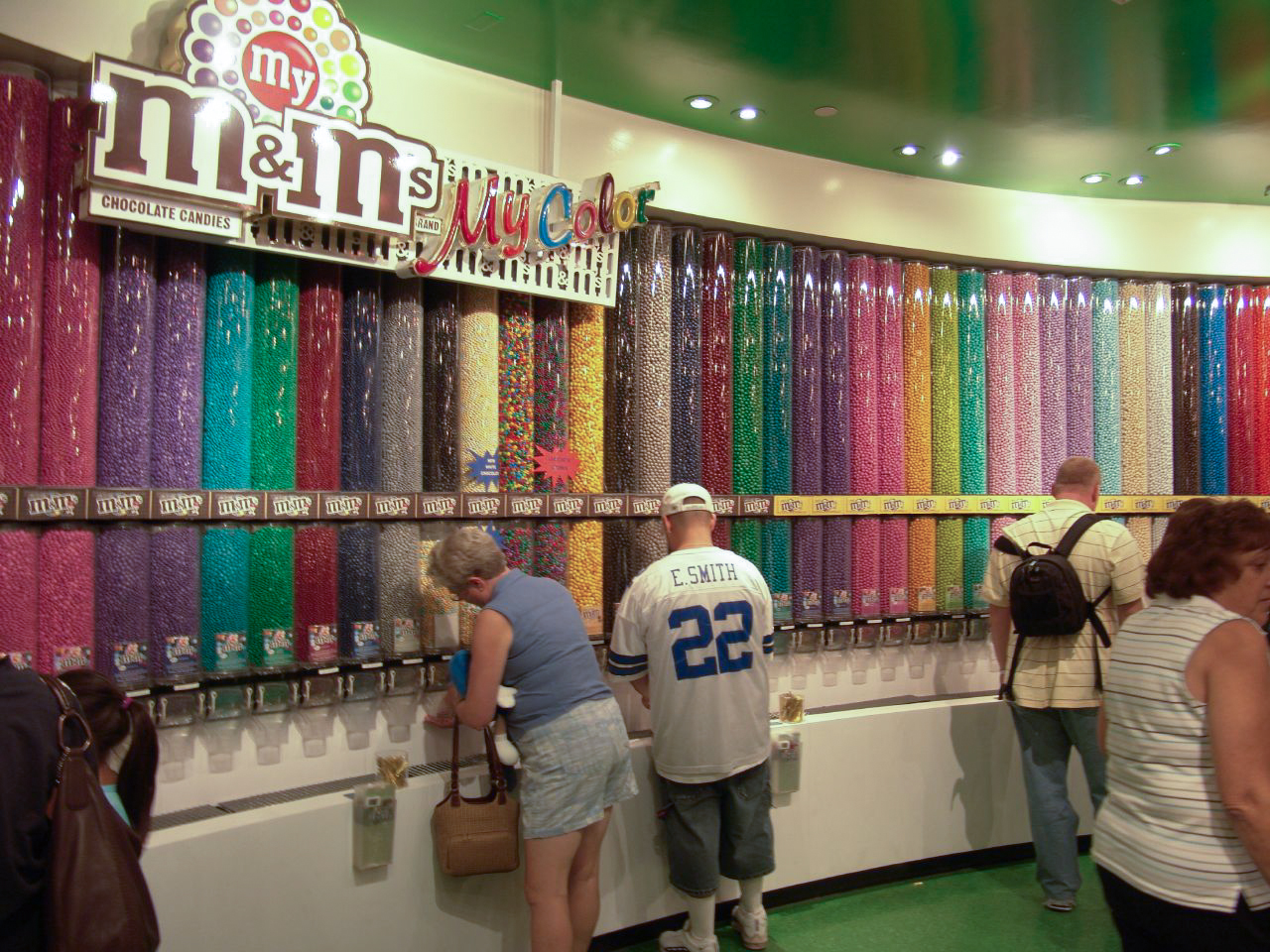
"My Color" Paredes de chocolates dentro del M&M's World en Las Vegas.

Localizado al lado del MGM Grand, la tienda del M&M's World de tres pisos incluye una tienda de regalos en el primer piso. Dentro de la tienda hay una entrada para un teatro de 3D, y usualmente los miembros del personal les dan a los clientes y visitantes un paquete para entrar a ver una película sobre M&M's. También se exhibe a M&M's en casi todos los colores, y una réplica de la carrera de carros M&M del que es conducido por las series de NASCAR y Nextel Cup. La ropa M&M es vendida en el segundo piso, cerca de las escaleras en donde se muestran unas fotografías en la pared de como M&M ha evolucionado durante todos estos últimos años.

## Nueva York
Localizada en Times Square, se está convirtiendo en un destino turístico para los turistas que visitan la ciudad. Contiene una estatua de la mascota verde de M&M y vestido como la Estatua de la Libertad, un área alternativa para niños que les gustan las carreras automovilísticas de NASCAR. Hay miles de regalos y diferentes tipos de entretenimiento en cada piso. También hay una máquina que escanea tu cuerpo y te dice que color es el que te corresponde con los chocolates M&M.  La tienda tiene 24.000 pies cuadrados de superficie (2,200 metros cuadrados).

## Londres, Reino Unido
El lunes 13 de junio de 2011, abrió al público la tienda M&M's World de Londres.  
Es la tienda de chocolates más grande del mundo con 35.000 pies cuadrados (3.250 metros cuadrados) de superficie.
Es una de las dos tiendas de M&M fuera de Estados Unidos, y la única en Europa.  Está situada en Leicester Square en el West End londinense.  La tienda comparte el edificio con el nuevo hotel 'W' de la cadena Starwood.
Al igual que en Nueva York, se ha convertido en un destino turístico.  Alberga dos M&M de gran tamaño cruzando las banderas británica y estadounidense.  Hay una gran escalera presidida por el logotipo de M&M pintado con los colores de la Union Jack. Además, la tienda M&M's de Londres posee diferentes guiños al país como M&M cruzando el paso de peatones de Abbey Road o un autobús rojo de dos pisos. 